# تاريخ اليهود في الإسكندرية

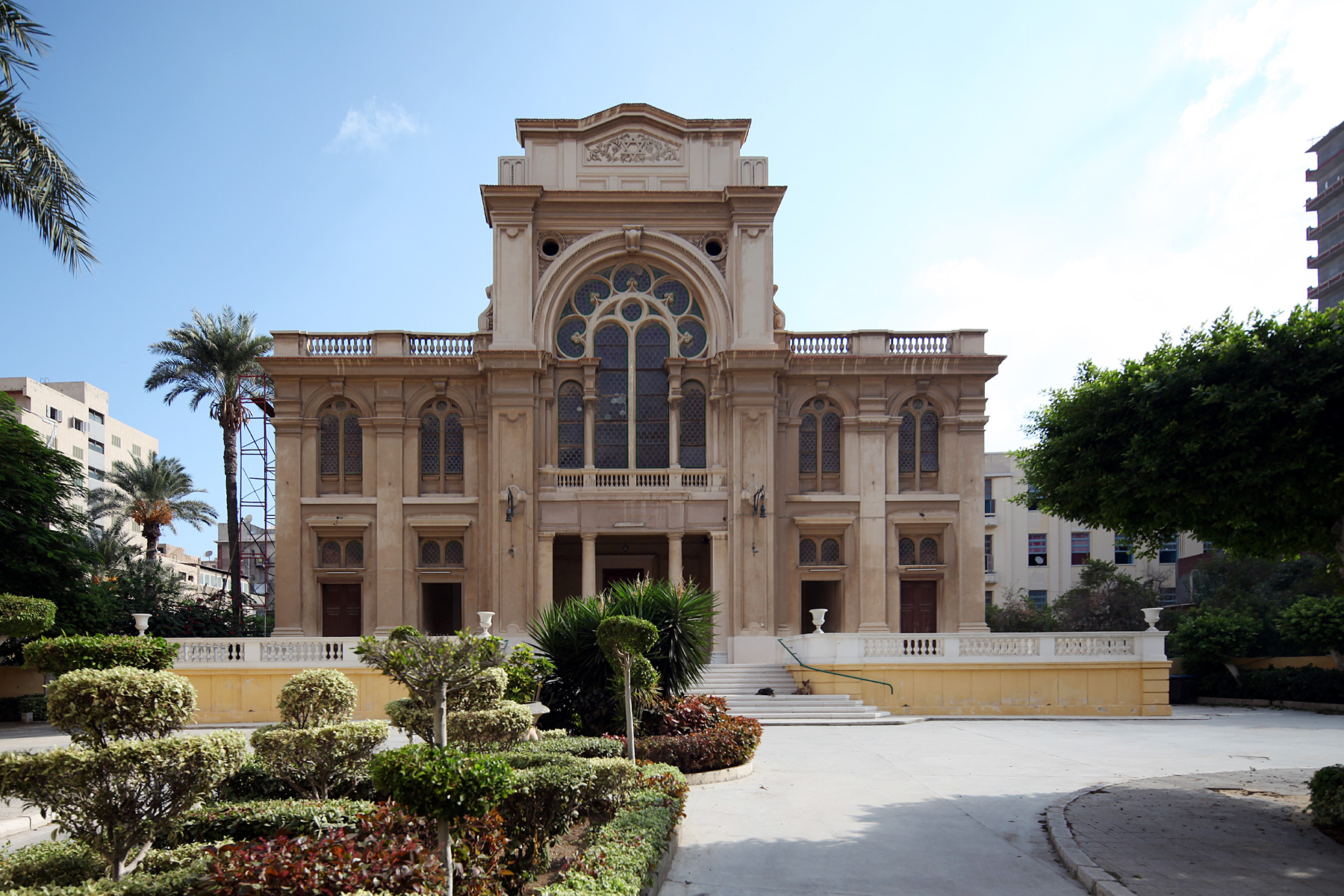
كنيس الياهو هنافي، الإسكندرية

يعود تاريخ اليهود في الإسكندرية، مصر، إلى تأسيس الإسكندر الأكبر للمدينة في عام 332 قبل الميلاد. لعب اليهود في الإسكندرية دورا حاسما في الحياة السياسية والاقتصادية والدينية في الإسكندرية اليونانية والرومانية، حيث كان اليهود يشكلون حوالي 35٪ من سكان المدينة خلال العصر الروماني. كان اليهود الإسكندريون هم مؤسسو اليهودية الهلنستية وأول من ترجم التوراة من العبرية إلى كوين اليونانية، وهي وثيقة تعرف باسم سبتوجينت.  جاء العديد من الكتاب والشخصيات اليهودية الهامة من الإسكندرية أو درسوا فيها، مثل فيلو وبن سيرا وتيبيريوس جوليوس ألكسندر وجوزيفوس. بدأ موقف يهود الإسكندرية يتدهور خلال الحقبة الرومانية، حيث بدأت المشاعر المعادية للسامية العميقة في التطور بين سكان المدينة اليونانيين والمصريين. وأدى ذلك إلى المذبحة السكندرية اللاحقة في عام 38 م وأعمال الشغب في الإسكندرية في عام 66 م، والتي كانت بالتوازي مع اندلاع الحرب اليهودية الرومانية الأولى. بدأ يهود الإسكندرية في التناقص، مما أدى إلى هجرة جماعية لليهود الإسكندرية إلى روما، فضلا عن مدن أخرى في البحر الأبيض المتوسط وشمال أفريقيا. مع بداية العصر البيزنطي، ازداد عدد اليهود مرة أخرى، لكنهم عانوا من اضطهاد الكنيسة المسيحية، وخلال الفتح الإسلامي اللاحق لمصر، زاد عدد اليهود في الإسكندرية بشكل كبير، مع بعض التقديرات التي بلغ عددها حوالي 400,000. بعد تأسيس دولة إسرائيل في عام 1948، وحرب الأيام الستة التي تلت ذلك، تم طرد جميع سكان الإسكندرية اليهود تقريبا من البلاد وهاجروا إلى إسرائيل.

## الفترة اليونانية والرومانية المبكره
ووفقا لجوزيفوس، كان اليهود يسكنون الإسكندرية منذ تأسيسها، ويتفق معظم المؤرخين على أن اليهود عاشوا في المدينة منذ بداية القرن الثالث قبل الميلاد على الأقل. في ظل الحكم البطلمي، تم تخصيص قسم منفصل من المدينة لليهود، حتى لا يتم إعاقتهم في احترام قوانينهم من خلال الاتصال المستمر مع السكان الوثنيين. كان هذا الحي اليهودي أحد الأجزاء الخمسة في المدينة، كل منها سمي على اسم حرف من الأبجدية اليونانية، مع تسمية الحي اليهودي دلتا. خلال هذا الوقت، تمتع اليهود في الإسكندرية بدرجة أكبر من الاستقلال السياسي والبروز، حيث خدموا كمقرضين وتجار متميزين وولابارشيين في المدينة. كما تم إنشاء الإثنارش اليهود خلال هذا الوقت، جنبا إلى جنب مع مجلس من 71 شيخا. ووفقا لستراشابو، كان الإثنارش مسؤولا عن السلوك العام للشؤون اليهودية في المدينة، ولا سيما في المسائل القانونية ووضع الوثائق. كما أنشأت المدينة بيت دين كبير يعرف باسم «القوس». كما تم إنشاء كنيس الإسكندرية الكبير خلال هذا الوقت. خلال فترة الهيكل الثاني، كان يهود الإسكندرية ممثلين في القدس بمجتمع كبير. خلال عهد هيرودس عاشت العديد من العائلات اليهودية الإسكندرية البارزة في القدس، مثل سيميون العادل الذي عينه هيرودس كاهنا كبيرا. خدم سكان الإسكندرية اليهود كمسؤولين حكوميين علمانيين وكجنود للجيش البطلمي. كان اليهود الأغنياء يشغلون أحيانا منصب ألابارش، مثل الإسكندر ألابارش. ومع ذلك، كان بطليموس السابع معاديا لليهود لأنه عندما سعى لانتزاع عرش مصر من كليوباترا، حارب اليهود، بقيادة الجنرال أونياس، إلى جانب كليوباترا. خلال ثورة المكابيين، ربما كتب يهودي إسكندري اثنين من المكابيين يدافع عن الهلنستية وينتقد السيليوسيين، في مقابل 1 مكابيين كتب في يهودا وينتقد الأيديولوجية الهلنستية بأكملها.

## الفترة الرومانية
بعد الغزو الروماني لمصر، أصبحت معاداة السامية الشديدة منتشرة على نطاق واسع في جميع أنحاء سكان الإسكندرية غير اليهود. كان الكثيرون ينظرون إلى اليهود على الرغم من انعزالية متميزة. أدى هذا الشعور إلى مذبحة الإسكندرية في 38 م، بقيادة الحاكم الروماني أولوس أفيليوس فلاكوس. فقد قتل العديد من اليهود، وتعرضوا لآفات علنية، وتدنيس المعابد اليهودية وإغلاقها، واقتصر جميع اليهود على ربع المدينة. اندلعت أعمال شغب مرة أخرى في 40 م بين اليهود واليونانيين. واتهم اليهود بعدم تكريم الإمبراطور، وغضب اليهود من إقامة مذبح طيني ودمره. وردا على ذلك، أمر كاليغولا بإقامة تمثال لنفسه في معبد القدس. وكتب فيلو أن كاليغولا «كان ينظر إلى اليهود بشك شديد، كما لو كانوا الأشخاص الوحيدين الذين يعتزون برغباته المعارضة لرغباته». بعد الحرب اليهودية الرومانية الأولى، شكك العديد من الرومان في الإسكندرية في ولاء يهود المدينة. ووقعت أعمال العنف عندما نظم الكساندرين في عام 66 م جمعية عامة للتداول بشأن سفارة لنيرو، وجاء عدد كبير من اليهود يتدفقون إلى المدرج. عندما رأى الكساندرين اليهود، هاجموهم. غالبية اليهود قتلوا، وأولئك الذين تم القبض عليهم أحرقوا أحياء. بعد هذا الحدث كانت المذبحة الإسكندرية الثانية.  تمكن تيبيريوس جوليوس ألكسندر، حاكم الإسكندرية (الذي ولد يهوديا، لكنه ترك الدين) من تهدئة أعمال الشغب. ومع ذلك، رأى معظم اليهود تصاعد معاداة السامية وهاجروا خارج المدينة، ومعظمهم إلى روما وغيرها من مدن البحر الأبيض المتوسط وشمال أفريقيا. وفي عام 115 م، شارك السكان اليهود الباقون في حرب كيتوس، مما أدى إلى تقويض الحالة الاقتصادية للمجتمع، وتناقص عدد سكانه.

## الفترة البيزنطية
مع بداية العصر البيزنطي، ازداد عدد السكان اليهود مرة أخرى، ولكن في عام 414 طرد سيريل اليهود من المدينة. ووفقا للمؤرخ المسيحي المعاصر سقراط سكولاستيكوس، كان الطرد ردا على مذبحة قادها اليهود ضد بعض المسيحيين. وينقسم المؤرخون حول ما إذا كان الطرد بالجملة أم ضد أولئك الذين ارتكبوا العنف.

## الفترة العربية
بعد الفتح الإسلامي لمصر ابتداء من عام 641، سمح لليهود بالعودة إلى المدينة. ووفقا لبعض المصادر العربية، كان في المدينة حوالي 400,000 شخص في وقت الغزو. ومع ذلك، يتحدث بنيامين توديلا الذي زار البلدة في حوالي عام 1170، عن 3000 يهودي فقط يعيشون في الإسكندرية. ومع ذلك، طوال العصور الوسطى، كان الإسكندرية مجتمع صغير ولكن كبير من الحاخامات والعلماء اليهود. يذكر هذا المجتمع في عدة وثائق في جنيزة القاهرة، بعضها يتعلق برد فعل اليهود السكندريين على سار شالوم بن موسى المثير للجدل. خلال القرن الثاني عشر، شغل آرون هي هافر بن يشواه ألاماني منصب الزعيم الروحي للمجتمع. خلال الفترة العربية، حافظ اليهود السكندريون على علاقة وثيقة مع الجاليات المصرية الأخرى في القاهرة، بلبيس، المحلة الكبرى، فضلا عن العديد من المجتمعات الأخرى. وخلال هذا الوقت كان الإسكندرية اثنين من المعابد اليهودية، واحد منها كان يسمى «كنيس صغير من الإسكندرية». كان يهود الإسكندرية منخرطين في التجارة الدولية التي تركزت في مدينتهم، حتى أن بعضهم شغل مناصب حكومية.

## الفترة المملوكية والعثمانية
في ظل الحكم المملوكي، بدأ عدد السكان اليهود في الإسكندرية في الانخفاض. ويذكر ميشلام من فولتيرا، الذي زارها في عام 1481، أنه لم يعثر إلا على 60 أسرة يهودية، لكنه أفاد بأن كبار السن تذكروا الوقت الذي بلغ فيه عدد سكان الطائفة 000 4 أسرة. في عام 1488، عثر أوباديا من بيرتينورو على 25 عائلة يهودية في الإسكندرية. بعد مرسوم قصر الحمراء لعام 1492 هاجر عدد كبير من اليهود السفارديم إلى الإسكندرية يذكر المؤرخ جوزيف سامباري جالية يهودية نشطة في الإسكندرية خلال القرن السابع عشر. بعد مذابح شميلنكي، استقر بعض اليهود الأوكرانيين في الإسكندرية. في ستينيات القرن التاسع عشر، بدأ بعض أفراد المجتمع المحلي يتبعون شابيتي زفي، في حين عارضته الأغلبية بشدة. في عام 1700، انتقل بعض الصيادين اليهود من روزيتا إلى الإسكندرية على أمل الحصول على فرص اقتصادية أفضل.  خلال الغزو الفرنسي لمصر، فرض نابليون غرامات باهظة على اليهود وأمر بتدمير الكنيس القديم المرتبط بالنبي إيليا. في ظل حكم محمد علي من مصر، بدأ اليهود يعانون من تنمية اجتماعية واقتصادية كبيرة.

## العصر الحديث
خلال الحرب العالمية الأولى تم نفي العديد من اليهود الذين يعيشون في أرض إسرائيل إلى الإسكندرية تحت الحكم العثماني. في عام 1937، كان يعيش 24,690 يهودي في الإسكندرية. بعد تأسيس دولة إسرائيل في عام 1948، وحرب الأيام الستة التي تلت ذلك، تم طرد جميع سكان مصر اليهود تقريبا من البلاد وهاجروا إلى إسرائيل. حتى عام 2017، كان يعيش حاليا في الإسكندرية 12 يهوديا فقط. في فبراير من عام 2020، وصل 180 يهوديا من أوروبا وإسرائيل والولايات المتحدة إلى الإسكندرية لحضور الاحتفالات الدينية في كنيس إلياهو هانافي التاريخي، الذي تم تجديده من قبل الحكومة المصرية كجزء من برنامج لحماية مواقع التراث اليهودي.